# Jean-Jacques Hegg
Pour les articles homonymes, voir Hegg.
Jean-Jacques Hegg né le 10 novembre 1930 à Bâle, mort le 24 mars 2021 à Wetzikon est une personnalité politique suisse d'idéologie nationaliste et isolationniste.

## Biographie
Il est élu au parlement cantonal zurichois de 1987 à 1991. Il est conseiller national représentant du canton de Zurich de 1983 à 1985 sur la liste des Démocrates suisses.
Comme rédacteur de différents organes du parti il écrit sur le thème du "martyre de la germanité en Europe de l'Est" et regrette la diminution de la "part de sang germanique" dans le reste de l'Europe. Il cautionne le régime de l'apartheid sud-africain et exige que la Suisse restreigne l'immigration des personnes de couleur. Son opposition à l'Espace économique européen et à l'Union européenne repose entre autres sur le refus d'un capitalisme sans limites.
Selon Sami Mäkelä, Jean-Jacques Hegg est le fondateur de la psychologie du sport en Suisse. Son point de vue sur les activités sportives est qu'elles ritualisent les pulsions agressives et canalisent utilement la violence pour la transmuer en son contraire : un ciment de camaraderie.